# Bouncen (Samba)
Das Bouncen ist eines der typischen Samba-Elemente. Unter Bouncen versteht man ein leichtes Beugen und Strecken der Knie in Verbindung mit Heben und Senken der Ferse. Die Füße werden stets vom Ballen her abgedrückt und auf dem Ballen wieder aufgesetzt. Diese Technik ermöglicht es einem, die Hüfte bzw. das Becken ein wenig nach vorne zu schieben. Beim gleichzeitigen Kreisen des Beckens kommt es dann zu dem gewünschten Samba-Bounce-Effekt, der für die Samba unverzichtbar ist.